# Sofia del Palatinato
Sofia del Palatinato (L'Aia, 14 ottobre 1630 – Hannover, 8 giugno 1714) era la più giovane delle figlie di Federico V della Casa di Wittelsbach, Re d'inverno di Boemia, e di Elisabetta Stuart. Frequentemente ci si riferisce a lei come all'Elettrice Sofia, soprattutto quando nel testo si cita anche la nipote e futura nuora, chiamata invece Principessa Sofia.
Mediante l'Act of Settlement del 1701, un atto del parlamento di Westminster che cambiò la consueta legge di ereditarietà dei troni d'Inghilterra e Irlanda, Sofia venne dichiarata erede presuntiva della procugina regina Anna di Gran Bretagna e Irlanda; essa non venne però mai dichiarata erede di Scozia.
Essa sarebbe succeduta ad Anna se non fosse morta 54 giorni prima della monarca inglese; alla morte di Sofia, suo figlio Giorgio Luigi, elettore di Hannover e duca di Brunswick-Lüneburg, divenne l'erede presuntivo e, alla morte di Anna, salì al trono come Giorgio I.
Come madre di Giorgio I, Sofia è l'antenato che collega la linea di successione degli Stuart a quella hannoveriana al trono britannico, fino ai moderni discendenti della Casa di Windsor. Suo nonno era Giacomo I d'Inghilterra, VI di Scozia, mentre suo zio era Carlo I d'Inghilterra e Scozia, e sua bisnonna era Maria Stuarda, regina di Scozia.

## Biografia

### Gioventù

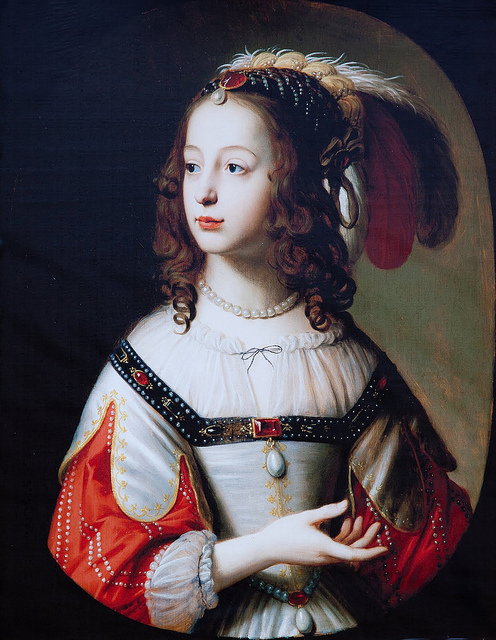
Sofia del Palatinato in un ritratto del 1641

Sofia nacque nel 1630 presso il casino di caccia di Rhenen, non lontano da L'Aia, nei Paesi Bassi, dove suo padre si trovava in esilio dopo la sconfitta subita nella battaglia della Montagna Bianca; era la più giovane delle cinque figlie e la dodicesima degli eredi dell'elettore palatino Federico V e di Elisabetta Stuart, nata principessa d'Inghilterra e figlia di re Giacomo I. Sofia crebbe a Leida finché, nel 1641, non fece ritorno alla corte materna a L'Aia.
Sofia era una ragazza molto colta: parlava inglese con sua madre, tedesco o olandese con i suoi fratelli e parlava correntemente il francese; nelle sue lettere si trovano ancora oggi molte espressioni o proverbi olandesi, spesso con intenti ironici.
Sua madre le propose di sposare il loro vicino, l'esiliato Carlo II d'Inghilterra, ma la giovane Sofia non era interessata a unirsi in matrimonio con un suo primo cugino; nel 1650 ella andò quindi a vivere a Herrenhausen con il fratello Carlo I Luigi, nuovo elettore palatino appena restaurato nel possesso delle sue terre.

### Elettrice di Hannover e la passione per la cultura

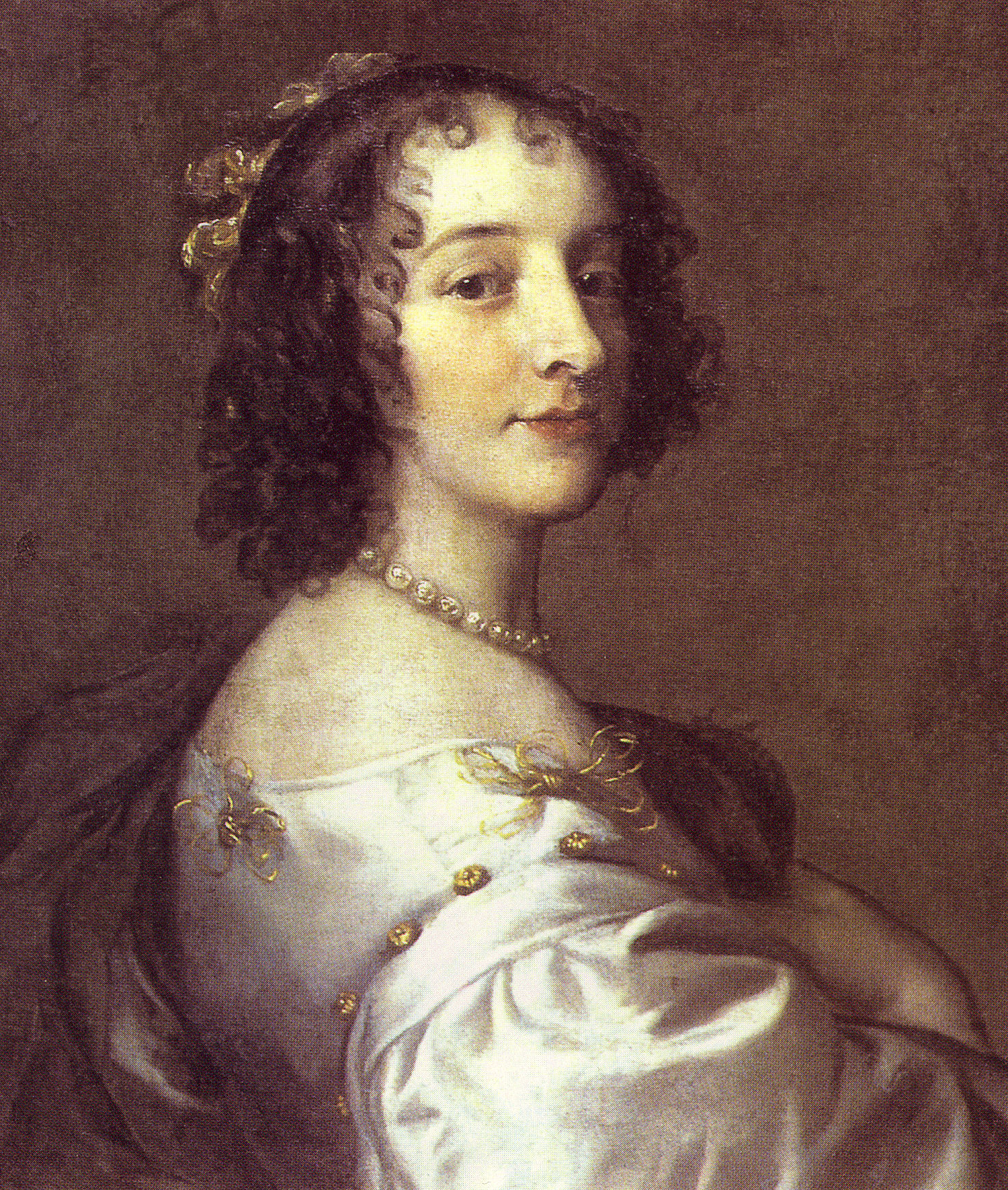
Sofia del Palatinato in un ritratto di Peter Lely

Sofia sposò il 30 settembre 1658 a Heidelberg il principe Ernesto Augusto di Brunswick-Lüneburg, che, nel 1692 venne elevato al rango di principe elettore di Hannover; gli elettori erano dei principi tedeschi con il diritto di voto alle elezioni dell'imperatore del Sacro Romano Impero. Ernesto Augusto era un cugino di secondo grado della madre di Sofia, Elisabetta, in quanto entrambi erano pronipoti e discendenti di Cristiano III di Danimarca.
Negli anni alla corte di Hannover, Sofia divenne amica e ammiratrice del filosofo e fisico Gottfried Leibniz, cortigiano presso il casato dei Brunswick dal 1676 fino alla morte nel 1716, il quale venne da lei largamente promosso e chiamato a svolgere la mansione di bibliotecario a Hannover. L'amicizia si tradusse in una fitta corrispondenza, che venne pubblicata per la prima volta nel XIX secolo: il carteggio rivela che Sofia era una donna di eccezionali capacità intellettuali e di grande curiosità nella sua epoca. Aveva letto le opere di Cartesio e di Baruch Spinoza, tanto che incoraggiò il marito e i figli a leggere i libri di quest'ultimo e contribuì a renderlo popolare a corte. Il nobile francese Antoine Carré de La Grange le dedicò il suo primo Livre de guitarre (con composizioni per chitarra barocca), pubblicato a Parigi nel 1671.
Nel 1679 con la figlia di 13 anni Sofia Carlotta (detta Figuelotte) visitò la nipote Liselotte a Parigi, presso la reggia di Versailles, in incognito, col nome di madame de Osnabruck, con l'idea di sondare il terreno per una possibile unione matrimoniale di gran prestigio per sua figlia; l'auspicato fidanzamento della figlia di Sofia col Gran Delfino, a ogni modo, non ebbe luogo perché Luigi XIV aveva già prescelto un'altra candidata.
Si dilettava nel ricamo, e alcune sue opere a carattere religioso (in prevalenza paliotti) furono poi donate all'abbazia di Loccum e sopravvivono sino ai nostri giorni.

### La passione per i giardini

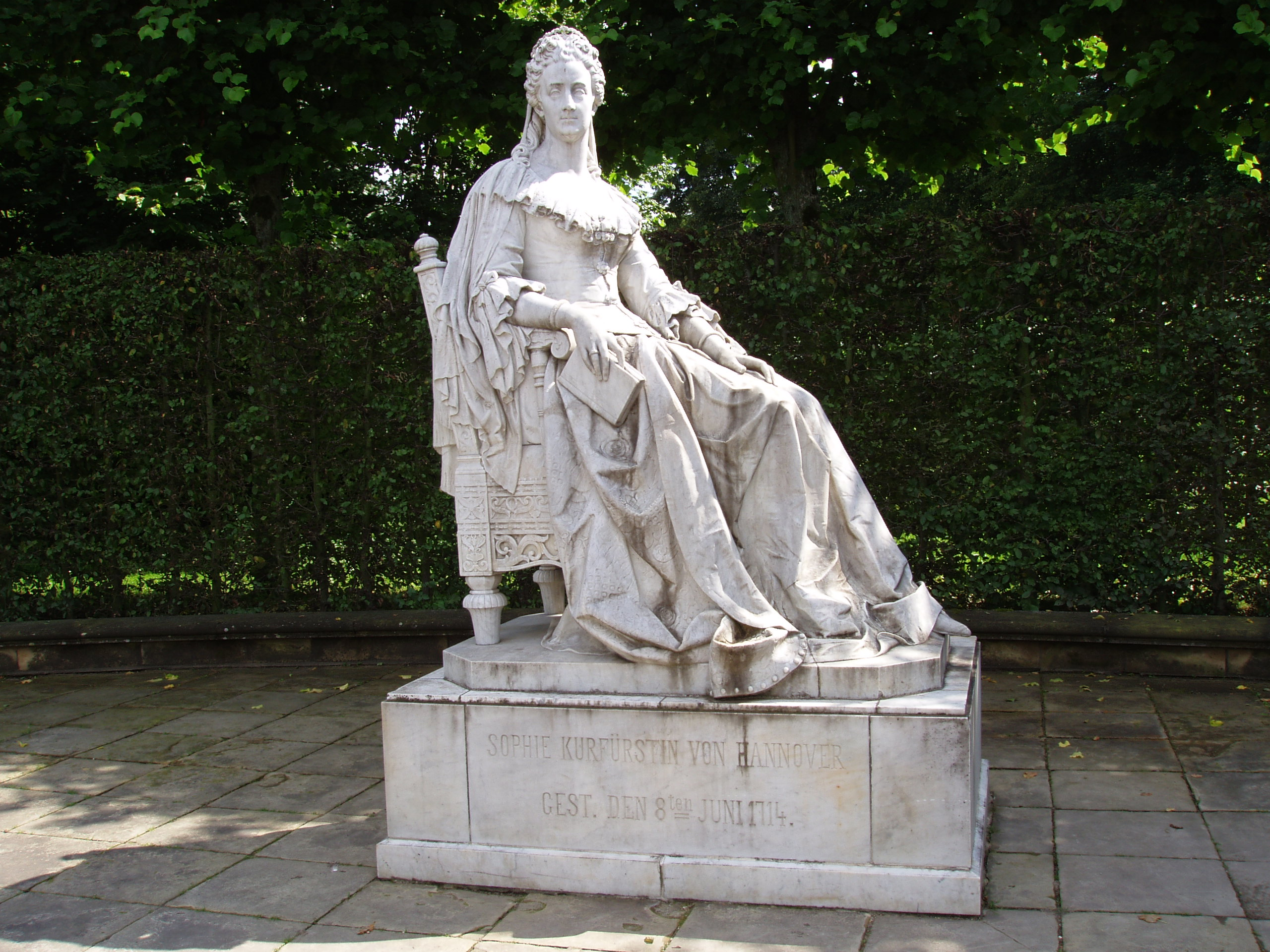
Monumento commemorativo all'elettrice Sofia eseguito da Wilhelm Engelhard e posto nel Grosser Garten di Hannover

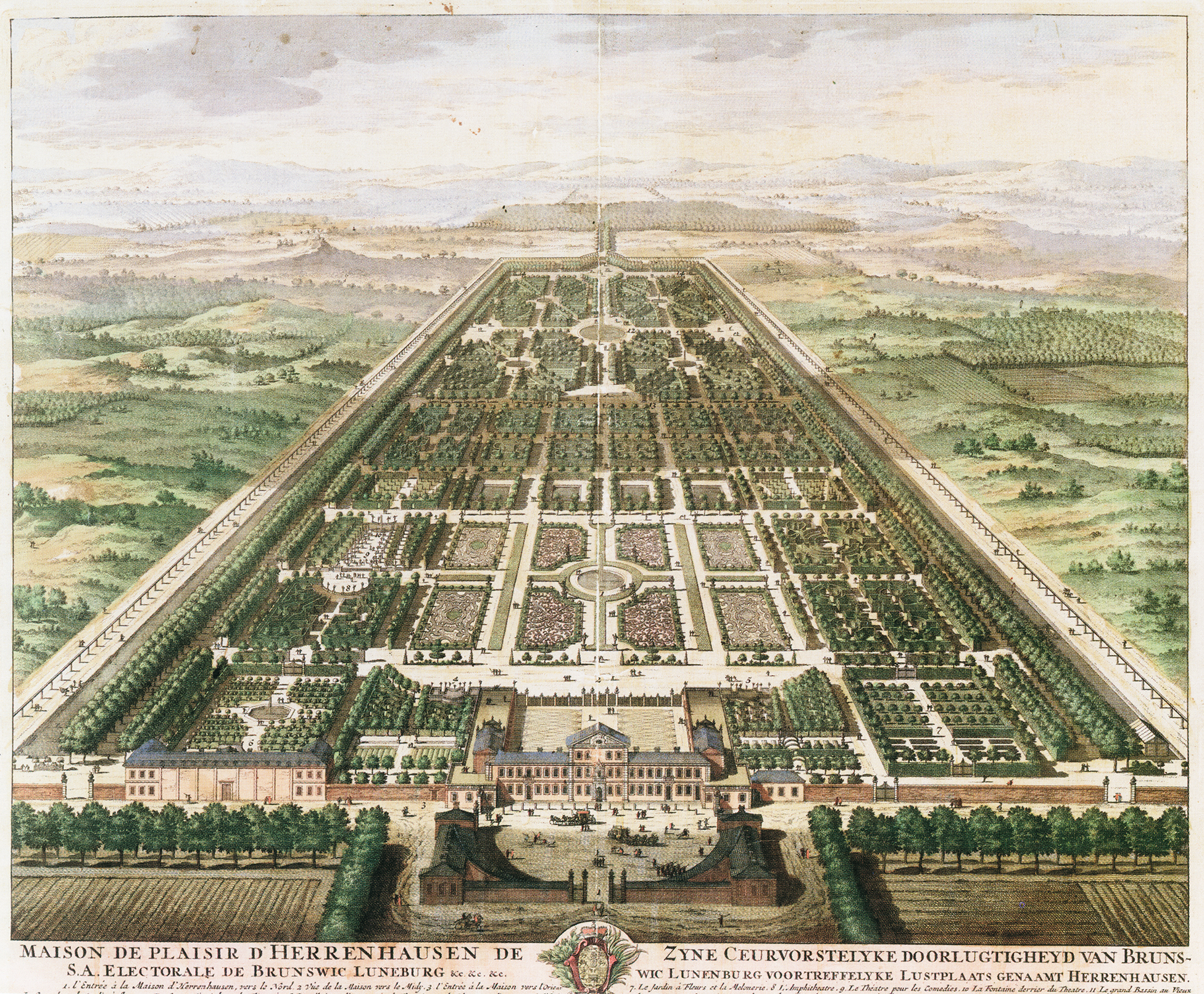
Il Grosser Garten di Hannover in una stampa d'epoca

Dal 1664 al 1665, Sofia compì un lungo grand tour in Italia dove ebbe modo di vedere molte ville e giardini dell'epoca, riportando poi queste esperienze in patria e favorendo con queste conoscenze il prestigio e l'ascesa sociale del marito.
Nel suo nuovo ruolo di elettrice di Brunswick-Lüneburg, infatti, Sofia si occupò direttamente della progettazione della residenza estiva della sua famiglia a Hannover, il castello di Herrenhausen, spesso lasciata libera di fare ciò che credeva dal principe suo consorte che preferiva trascorrere il suo tempo libero con l'amante, la contessa von Platen al Leinenschloss.
Uno dei suoi primi progetti fu la prosecuzione dei lavori al Grosser Garten iniziato a suo tempo da suo cognato Giovanni Federico; ella ne curò la riprogettazione completa e l'ampliamento a partire dal 1680. Nel progetto si avvalse dell'esperienza dell'architetto paesaggista Martin Charbonnier che già l'aveva assistita nella sistemazione del giardino del castello di Osnabrück. Oltre alle impressioni di viaggio tratte in Italia e in Francia, nella sua arte Sofia fu ispirata soprattutto dal barocco olandese che aveva vissuto negli anni della sua giovinezza.

### L'Act of Settlement 1701

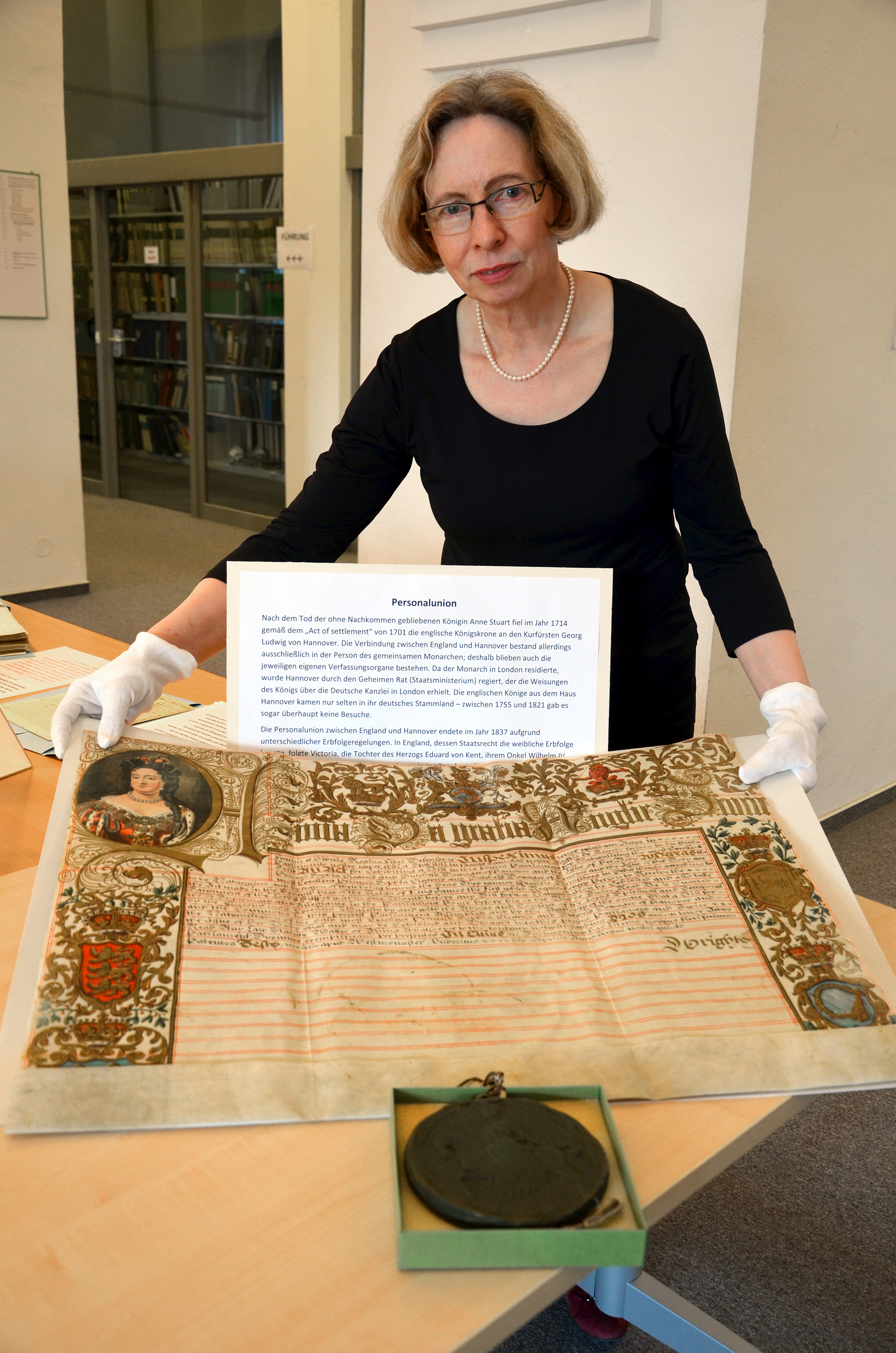
Christine van den Heuvel dell'Archivio di Stato di Hannover con una copia della carta di successione rilasciata a Sofia nel 1706

La corona d'Inghilterra, in mancanza di un discendente legittimo di Maria II, Guglielmo III e Anna, venne offerta «all'eccellentissima principessa Sofia, elettrice e duchessa vedova di Hannover» e ai «suoi eredi, se protestanti». L'estratto dell'atto che nomina Sofia erede del regno recita così:

### Erede al trono di Gran Bretagna

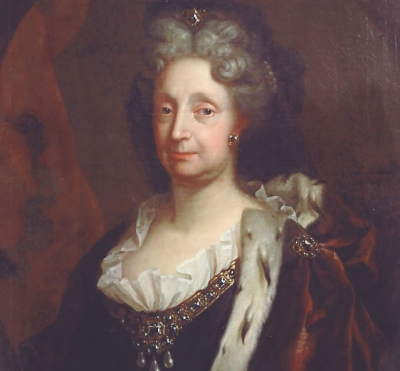
Sofia del Palatinato in un ritratto ufficiale come elettrice vedova di Hannover

Sofia giocò un ruolo importante nella storia britannica e nella genealogia della casa reale. In quanto figlia di Elisabetta Stuart e nipote di Giacomo I d'Inghilterra (VI di Scozia), lei era la più stretta parente protestante di Guglielmo III (re d'Inghilterra e Scozia per matrimonio, figlio della principessa Maria Enrichetta, figlia a sua volta di Carlo I d'Inghilterra), dopo la di lui cognata Anna, che non aveva figli. Nel 1701, prima che salisse al trono Anna, ancora durante il regno di Guglielmo, l'Act of Settlement rese Sofia erede presuntiva di Anna con lo scopo di porre fine a qualunque pretesa del cattolico Giacomo Francesco Edoardo Stuart, che sarebbe potuto salire al trono come Giacomo III, e di tutti gli altri cattolici che potessero vantare un qualche diritto successorio, in particolare Anna Maria d'Orléans che per diritto ereditario, la madre era Enrichetta Anna Stuart, era l’erede dotata di maggior diritto a succedere al trono di Gran Bretagna, ma essendo cattolica e francese, e prima sovrana di Casa Savoia fu esclusa insieme ai primi 56 della linea di successione, infatti l’elettrice Sofia era la 57ª. L'atto restrinse infatti la successione al trono ai soli eredi protestanti di Sofia di Hannover, che non siano mai stati cattolici e che non abbiano sposato un cattolico.
Quando la legge venne approvata, nel 1701, Sofia aveva settantuno anni e cinque dei suoi figli (tra i trentacinque e i quarantuno anni) e tre nipoti legittimi (tra i quattordici e i diciott'anni) erano ancora in vita; non avrebbe più avuto nessun nipote legittimo. Un anno e mezzo prima che Giorgio I salisse al torno, sua figlia si sposò con un nipote di Giorgio I; questo ha fatto sì che tutti i membri della linea di successione al trono britannico sono discendenti tanto di Giorgio II di Gran Bretagna quanto della sorella, Sofia Dorotea di Hannover. Da Sofia Dorotea, sposata al futuro re Federico Guglielmo I di Prussia, discendono inoltre i re di Prussia. Si dovette attendere fino al 1723 prima che un membro della linea di successione al trono britannico nascesse effettivamente in Gran Bretagna. Le figlie di Giorgio II si sposarono all'interno delle famiglie reali dei Paesi Bassi, Danimarca e Assia-Kassel, cosicché la linea di successione arrivò a includere, a partire dal XVIII secolo, anche i nobili di queste nazioni. A partire dagli anni 1770 altri membri della famiglia reale iniziarono a contrarre matrimoni con persone della famiglia imperiale russa, giungendo ad avere discendenti in quella e in quasi tutte le case reali d'Europa.
Attualmente esistono più di 5 000 discendenti legittimi di Sofia del Palatinato, benché non tutti facciano parte della linea di successione; il Sophia Naturalization Act 1705 garantì il diritto a ottenere la cittadinanza britannica a tutti i discendenti non cattolici di Sofia, benché queste disposizioni siano state cambiate dopo che nel 1957 il principe di Hannover ottenne il riconoscimento della cittadinanza secondo queste norme.

### Morte ed eredità
Benché considerevolmente più vecchia della regina Anna, Sofia godeva di una salute molto più forte; nel giugno del 1714, mentre stava passeggiando nei giardini del castello di Herrenhausen, venne sorpresa da un improvviso acquazzone che la costrinse a correre al riparo, ma ebbe un collasso e morì, all'età di ottantatré anni. Poche settimane più tardi, Anna d'Inghilterra morì all'età di quarantanove anni; Sofia fu quindi molto vicina a ereditare il trono britannico e, se fosse successo, sarebbe stata la persona più vecchia a venire incoronata monarca di Gran Bretagna.
Il figlio maggiore di Sofia, l'elettore Giorgio Luigi di Hannover, divenne erede presuntivo al posto della madre e, qualche settimana più tardi, succedette alla regina Anna come Giorgio I di Gran Bretagna. Sofia Carlotta, figlia di Sofia del Palatinato, sposò Federico I di Prussia, dal quale discendono i successivi re di Prussia e imperatori di Germania. Le connessioni tra gli imperatori tedeschi e la famiglia reale britannica, che vennero rinnovate con altri matrimoni delle generazioni successive, divennero una questione scottante durante il periodo della prima guerra mondiale, due secoli più tardi.

## Discendenza

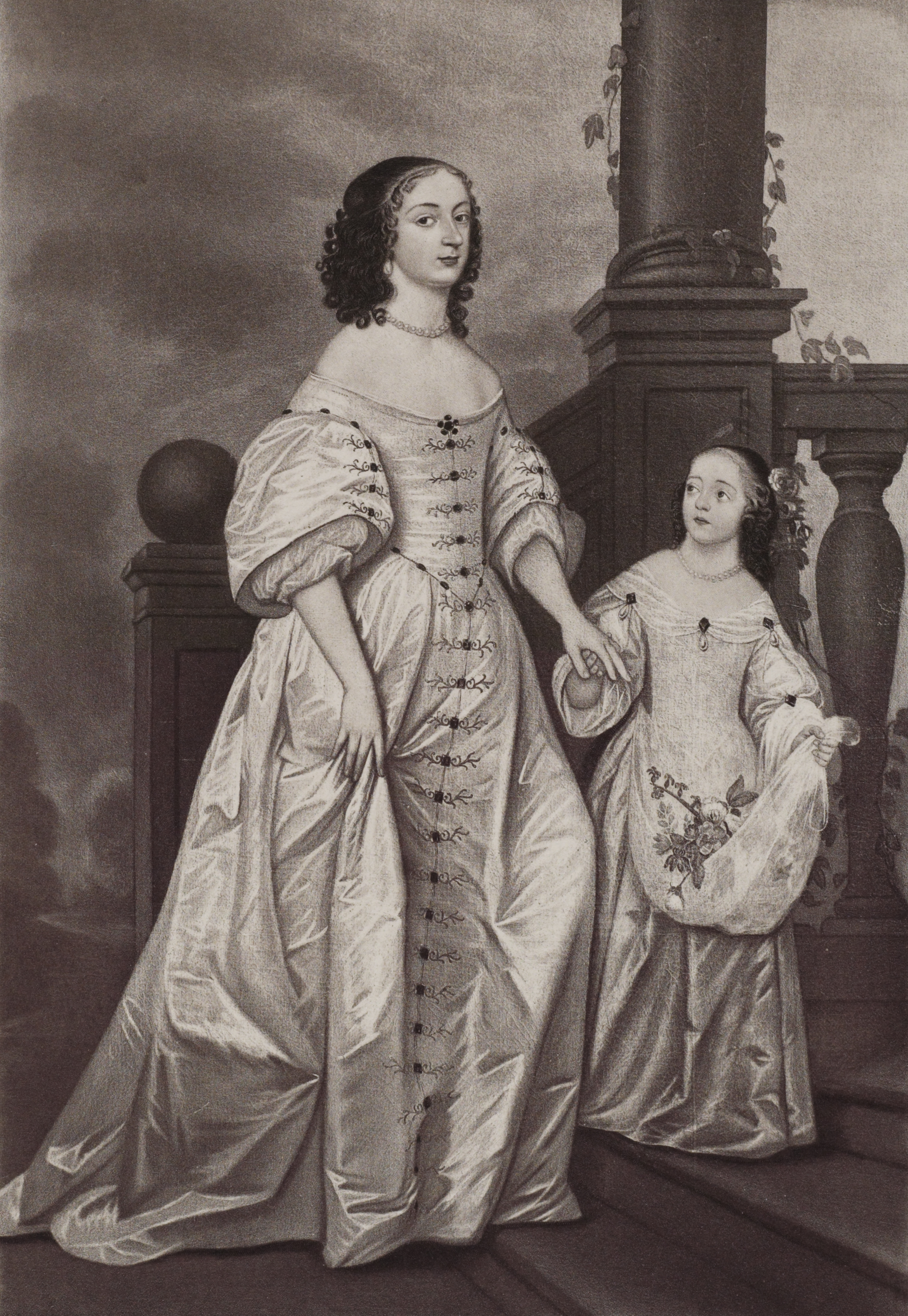
Sofia del Palatinato e l'unica sua figlia femmina, Sofia Carlotta

Sofia del Palatinato ed Ernesto Augusto di Brunswick-Lüneburg ebbero insieme dieci figli:
- Giorgio I (1660–1727), re di Gran Bretagna e Irlanda;
- Federico Augusto di Hannover (3 ottobre 1661– 10 giugno 1690); celibe e senza discendenza, morì nella battaglia di San Giorgio;
- Due gemelli (febbraio 1664), nati morti;
- Massimiliano Guglielmo di Hannover (1666–1726);
- Figlio nato morto, gemello di Massimiliano (13 dicembre 1666);
- Sofia Carlotta di Hannover (1668–1705), sposò Federico I di Prussia;
- Carlo Filippo di Hannover (13 ottobre 1669–1 gennaio 1690), celibe e senza discendenza, morì nella battaglia di Pristina;
- Cristiano Enrico di Hannover (29 settembre 1671– 31 dicembre 1703), celibe e senza discendenza, morì annegando nel Danubio durante la battaglia di Munderkingen;
- Ernesto Augusto II di Hannover, duca di York e Albany (1674–1728).

Sofia rimase assente per quasi un anno dal 1664 al 1665 in occasione di un suo lungo viaggio in Italia col marito Ernesto Augusto. Durante questo periodo mantenne una corrispondenza regolare con la governante dei suoi figli e si interessò particolarmente alla loro crescita sino al suo ritorno quando poté accudirli personalmente. Dopo il grand tour, Sofia diede al marito altri quattro figli e una figlia. Nelle sue lettere, Sofia descrive il primogenito come responsabile e coscienzioso e lo poneva ad esempio per gli altri figli più piccoli.
Di tutti i matrimoni dei suoi figli, Sofia fu sempre particolarmente invisa però al matrimonio tra Giorgio Luigi suo primogenito e la cugina Sofia Dorotea di Celle, figlia della nobildonna francese Éléonore d'Esmier d'Olbreuse; Sofia del Palatinato, discendente di stirpe reale e imparentata con le più grandi monarchie europee della sua epoca, era critica nei confronti della madre di Sofia Dorotea che non era di stirpe reale e che lei definiva "polvere mischiata al pepe", ma alla fine ne fu convinta per i vantaggi che questo matrimonio avrebbe apportato alla sua casata.

## Ascendenza
|                               |                             |                                 | Genitori                          |  |  | Nonni |  |  | Bisnonni                   |  |  | Trisnonni                   |  |
|                               |                             |                                 |                                   |  |  |       |  |  | Ludovico VI del Palatinato |  |  | Federico III del Palatinato |  |
|                               |                             |                                 |                                   |  |  |       |  |  | Ludovico VI del Palatinato |  |  | Federico III del Palatinato |  |
|                               |                             | Maria di Brandeburgo-Kulmbach   |                                   |  |  |       |  |  | Ludovico VI del Palatinato |  |  |                             |  |
| Federico IV Elettore Palatino |                             |                                 |                                   |  |  |       |  |  | Ludovico VI del Palatinato |  |  |                             |  |
|                               |                             | Elisabetta d'Assia              | Filippo I d'Assia                 |  |  |       |  |  |                            |  |  |                             |  |
|                               |                             | Elisabetta d'Assia              | Filippo I d'Assia                 |  |  |       |  |  |                            |  |  |                             |  |
|                               |                             | Elisabetta d'Assia              | Cristina di Sassonia              |  |  |       |  |  |                            |  |  |                             |  |
| Federico V Elettore Palatino  |                             | Elisabetta d'Assia              |                                   |  |  |       |  |  |                            |  |  |                             |  |
|                               |                             | Guglielmo I d'Orange            | Guglielmo I di Nassau-Dillenburg  |  |  |       |  |  |                            |  |  |                             |  |
|                               |                             | Guglielmo I d'Orange            | Guglielmo I di Nassau-Dillenburg  |  |  |       |  |  |                            |  |  |                             |  |
|                               |                             | Guglielmo I d'Orange            | Giuliana di Stolberg-Wernigerode  |  |  |       |  |  |                            |  |  |                             |  |
| Luisa Giuliana di Nassau      |                             | Guglielmo I d'Orange            |                                   |  |  |       |  |  |                            |  |  |                             |  |
|                               |                             | Carlotta di Borbone-Montpensier | Luigi III di Montpensier          |  |  |       |  |  |                            |  |  |                             |  |
|                               |                             | Carlotta di Borbone-Montpensier | Luigi III di Montpensier          |  |  |       |  |  |                            |  |  |                             |  |
|                               |                             | Carlotta di Borbone-Montpensier | Jacqueline de Longwy              |  |  |       |  |  |                            |  |  |                             |  |
| Sofia del Palatinato          |                             | Carlotta di Borbone-Montpensier |                                   |  |  |       |  |  |                            |  |  |                             |  |
|                               | Enrico Stuart, Lord Darnley | Matthew Stuart                  |                                   |  |  |       |  |  |                            |  |  |                             |  |
|                               | Enrico Stuart, Lord Darnley | Matthew Stuart                  |                                   |  |  |       |  |  |                            |  |  |                             |  |
|                               | Enrico Stuart, Lord Darnley | Margaret Douglas                |                                   |  |  |       |  |  |                            |  |  |                             |  |
| Giacomo I d'Inghilterra       | Enrico Stuart, Lord Darnley |                                 |                                   |  |  |       |  |  |                            |  |  |                             |  |
|                               |                             | Maria Stuart, regina di Scozia  | Giacomo V di Scozia               |  |  |       |  |  |                            |  |  |                             |  |
|                               |                             | Maria Stuart, regina di Scozia  | Giacomo V di Scozia               |  |  |       |  |  |                            |  |  |                             |  |
|                               |                             | Maria Stuart, regina di Scozia  | Maria di Guisa                    |  |  |       |  |  |                            |  |  |                             |  |
| Elisabetta Stuart             |                             | Maria Stuart, regina di Scozia  |                                   |  |  |       |  |  |                            |  |  |                             |  |
|                               |                             | Federico II di Danimarca        | Cristiano III di Danimarca        |  |  |       |  |  |                            |  |  |                             |  |
|                               |                             | Federico II di Danimarca        | Cristiano III di Danimarca        |  |  |       |  |  |                            |  |  |                             |  |
|                               |                             | Federico II di Danimarca        | Dorotea di Sassonia-Lauenburg     |  |  |       |  |  |                            |  |  |                             |  |
| Anna di Danimarca             |                             | Federico II di Danimarca        |                                   |  |  |       |  |  |                            |  |  |                             |  |
|                               |                             | Sofia di Meclemburgo-Güstrow    | Ulrico III di Meclemburgo-Güstrow |  |  |       |  |  |                            |  |  |                             |  |
|                               |                             | Sofia di Meclemburgo-Güstrow    | Ulrico III di Meclemburgo-Güstrow |  |  |       |  |  |                            |  |  |                             |  |
|                               |                             | Sofia di Meclemburgo-Güstrow    | Elisabetta di Danimarca           |  |  |       |  |  |                            |  |  |                             |  |
|                               |                             | Sofia di Meclemburgo-Güstrow    |                                   |  |  |       |  |  |                            |  |  |                             |  |

Per via materna, Sofia fu una lontana parente non solo degli Stuart d'Inghilterra, ma anche dei Tudor; la bisnonna materna, Maria Stuart, era una pronipote di re Enrico VIII d'Inghilterra, proprio da Maria Stuart era discendente di Margherita Tudor figlia di Enrico VII e sorella di Enrico VIII.

## Titoli nobiliari
- 14 ottobre 1630 – 30 settembre 1658: Sua Altezza Serenissima Principessa Sofia del Palatinato
- 30 settembre 1658 – 18 dicembre 1679: Sua Altezza Serenissima Duchessa Ernesto Augusto di Brunswick-Lüneburg
- 18 dicembre 1679 – ottobre 1692: Sua Altezza Serenissima La Duchessa di Brunswick-Lüneburg
- ottobre 1692 – 23 gennaio 1698: Sua Altezza Serenissima L'Elettrice di Hannover
- 23 gennaio 1698 – 8 giugno 1714: Sua Altezza Serenissima L'Elettrice Vedova di Hannover